# Neoregelia martinellii
Neoregelia martinellii är en gräsväxtart som beskrevs av Wilhelm Weber. Neoregelia martinellii ingår i släktet Neoregelia och familjen Bromeliaceae. Inga underarter finns listade i Catalogue of Life.